# Pablo Records
Pablo Records Inc. – amerykańska wytwórnia płytowa, założona w 1973 przez producenta muzycznego, Normana Granza.

## Historia
Po sprzedaży w 1961 Verve Records i ponad dziesięcioletniej przerwie w działalności nagraniowej Norman Granz założył w 1973 w Beverly Hills swoją kolejną wytwórnię płytową – Pablo. Jej nazwa pochodzi od imienia Pabla Picassa, którego obrazy Granz kolekcjonował.
Początkowo wytwórnia wydawała płyty artystów, których Granz był menedżerem: Elli Fitzgerald, Oscara Petersona i Joe Passa. Wkrótce jednak w jej katalogu znalazły się nazwiska plejady światowych gwiazd jazzu i bluesa. Po wydaniu ponad 350 tytułów Granz w 1987 sprzedał Pablo firmie muzycznej Fantasy Inc. Obecnie Pablo jest marką należącą do prywatnego konsorcjum Concord Music Group. Wydaje płyty z nagraniami archiwalnymi oraz nowym repertuarem, wykonywanym przez młodsze pokolenie jazzmenów (np. gitarzyści Ron Affif i John Pisano).

## Wybrani artyści Pablo
Cannonball Adderley, Ron Affif, Count Basie, Louie Bellson, Ray Brown, Ray Bryant, Benny Carter, John Coltrane, Paulinho Da Costa, Eddie „Lockjaw” Davis, Harry „Sweets” Edison, Roy Eldridge, Duke Ellington, Herb Ellis, Ella Fitzgerald, Tommy Flanagan, Dizzy Gillespie, Stéphane Grappelli, Freddie Hubbard, Milt Jackson, Jo Jones, Modern Jazz Quartet, Joe Pass, Niels-Henning Ørsted Pedersen, Oscar Peterson, John Pisano, Bud Powell, Horace Silver, Stuff Smith, Art Tatum, Clark Terry, Toots Thielemans, Big Joe Turner, Sarah Vaughan, Eddie „Cleanhead” Vinson, Mary Lou Williams, Lester Young